# Liste der Stationen der Metro Tiflis

Plan der Metro Tiflis

Dies ist die Liste der Stationen der Metro Tiflis, die sich in Betrieb oder in Bau befinden. Die Metro Tiflis hat derzeit 22 betriebene, sechs in Bau stehende, zwölf geplante und eine verworfene Stationen verteilt auf drei Linien.

## Achmetelis-Teatri-Warketeli-Linie
| Foto | Name                                    | Eröffnung | Anmerkungen              | Architekten                             | Bemerkenswertes in der Nähe           | Lage                                                    |
| ---- | --------------------------------------- | --------- | ------------------------ | --------------------------------------- | ------------------------------------- | ------------------------------------------------------- |
|      | Tbilissis Morje („Tifliser Meer“)       |           | geplant                  |                                         |                                       |                                                         |
|      | Muchiani                                |           | geplant                  |                                         |                                       |                                                         |
|      | Achmetelis Teatri („Achmeteli-Theater“) | 1989      | bis 1992 Gldani          | G. Razmedse und S. Tscholokaschwili     | Achmeteli-Theater                     | !541.7841835544.8155175 41.7841825 44.815516666667      |
|      | Saradschischwili                        | 1989      |                          | G. Modsmanischwili                      |                                       | !541.7833585544.7994285 41.7833575 44.799427777778      |
|      | Guramischwili                           | 1985      | bis 1992 TEMKA           | N. Lomidse                              |                                       |                                                         |
|      | Ghrmaghele                              | 1985      |                          | T. Kaladse und M. Turkadse              |                                       | !541.7515625544.7901925 41.751561666667 44.790191666667 |
|      | Didube                                  | 1966      |                          | G. Modsmanischwili und N. Lomidse       |                                       | !541.7349395544.7799975 41.734938888889 44.779997222222 |
|      | Goziridse                               | 1966      | bis 2011 Elektrodepo     | G. Modsmanischwili und N. Lomidse       |                                       | !541.7342905544.7841085 41.734289722222 44.784108333333 |
|      | Nadsaladewi                             | 1966      | bis 1992 Oktomberi       | T. Tewsadse und R. Kiknadse             |                                       |                                                         |
|      | Sadguris Moedani („Bahnhofsplatz“)      | 1966      | bis 2011 Wagslis Moedani | G. Melkadse und W. Abramischwili        | Tbilissis Zentraluri Sadguri          | !541.7174145544.7997565 41.717413888889 44.799755555556 |
|      | Mardschanischwili                       | 1966      |                          | O. Melia und G. Melkadse                | Rustawelis Gamsiri                    |                                                         |
|      | Rustaweli                               | 1966      |                          | O. Kalandarischwili und L. Dschanelidse | Rustaweli-Theater, Rustawelis Gamsiri | !541.7004185544.7895475 41.700418333333 44.789547222222 |
|      | Tawisuplebis Moedani („Freiheitsplatz“) | 1966      | bis 1992 Leninis Moedani | D. Bairamaschwili und W. Messchischwili | Tawisuplebis Moedani                  |                                                         |
|      | Awlabari                                | 1966      | bis 1992 26 Komisari     | Sch. Tschatschanidse und S. Rewischwili |                                       | !541.6842655544.8151945 41.684264722222 44.815194444444 |
|      | 300 Aragweli                            | 1967      |                          | T. Tewsadse und G. Batiaschwili         |                                       | !541.6837925544.8272065 41.683791944444 44.827205555556 |
|      | Issani                                  | 1971      |                          | G. Modsmanischwili und N. Lomssadse     |                                       |                                                         |
|      | Samgori                                 | 1971      |                          | N. Lomidse                              |                                       | !541.6837205544.8562645 41.683720277778 44.856263888889 |
|      | Warketeli                               | 1971      |                          | W. Bachtadse                            |                                       | !541.6841695544.8699255 41.684169444444 44.869925       |
|      | Wazisubani                              |           | geplant                  |                                         |                                       |                                                         |

## Saburtalo-Linie
| Foto | Name                                                 | Eröffnung  | Anmerkungen                                                                                     | Architekten                          | Bemerkenswertes in der Nähe       | Lage                                                    |
| ---- | ---------------------------------------------------- | ---------- | ----------------------------------------------------------------------------------------------- | ------------------------------------ | --------------------------------- | ------------------------------------------------------- |
|      | Sadguris Moedani („Bahnhofsplatz“)                   | 1979       | bis 2011 Wagslis Moedani                                                                        | T. Kalandadse                        | Tbilissis Zentraluri Sadguri      | !541.7174145544.7997565 41.717413888889 44.799755555556 |
|      | Zereteli                                             | 1979       |                                                                                                 | M. Katsitadse                        | Tsereteli-Allee                   | !541.7177065544.7877675 41.717705555556 44.787766666667 |
|      | Teknikuri Uniwersiteti-1 („Technische Universität“)  | 1979       | bis 2011 Politeknikuri (Instituti)                                                              | G. Modsmanischwili und D. Iosseliani | Georgische Technische Universität | !541.7171055544.7463895 41.717105 44.746388888889       |
|      | Samedizino Uniwersiteti („Medizinische Universität“) | 1979       | bis 1992 Komkawschiruli, bis 2011 Samedizino (Instituti)                                        | G. Modsmanischwili und N. Lomidse    | Medizinische Universität Tiflis   | !541.7177275544.7625315 41.717726944444 44.762530555556 |
|      | Delissi                                              | 1979       | bis 1992 Wiktor Goziridse, von 1992 bis 1998 Delissi, von 1998 bis 2006 erneut Wiktor Goziridse | N. Lomidse                           |                                   | !541.7175395544.7463895 41.717539166667 44.746388888889 |
|      | Bachtrioni                                           |            | war geplant, wurde aber aufgegeben                                                              |                                      |                                   |                                                         |
|      | Wascha-Pschawela                                     | 2002       |                                                                                                 | N. Lomidse                           |                                   | !541.7174215544.7307425 41.717420555556 44.730741666667 |
|      | Sachelmzipo Uniwersiteti („Staatliche Universität“)  | 16/10/2017 | im Bau                                                                                          |                                      | Staatliche Universität Tiflis     |                                                         |

## Geplante Linie (Rustaweli-Wazisubani-Linie)
| Foto | Name                                                | Eröffnung | Anmerkungen                                                                     | Architekten | Bemerkenswertes in der Nähe           | Lage                                                    |
| ---- | --------------------------------------------------- | --------- | ------------------------------------------------------------------------------- | ----------- | ------------------------------------- | ------------------------------------------------------- |
|      | Sakartwelos samchedro gsa („Georgische Heerstraße“) |           | geplant                                                                         |             | Georgische Heerstraße                 |                                                         |
|      | Digomi                                              |           | geplant                                                                         |             |                                       |                                                         |
|      | Didube                                              |           | geplant                                                                         |             |                                       | !541.7349395544.7799975 41.734938888889 44.779997222222 |
|      | WDNC                                                |           | geplant                                                                         |             |                                       |                                                         |
|      | Teknikuri Uniwersiteti                              |           | geplant                                                                         |             | Georgische Technische Universität     | !541.7171055544.7463895 41.717105 44.746388888889       |
|      | Wake                                                |           | geplant                                                                         |             |                                       |                                                         |
|      | Rustaweli                                           |           | Bau des Tunnels begonnen, derzeit aber Arbeiten eingestellt                     |             | Rustawelis Gamsiri, Rustaweli-Theater | !541.7004185544.7895475 41.700418333333 44.789547222222 |
|      | Saarbriukenis Moedani („Saarbrücker Platz“)         |           | Bau der Rolltreppen und des Tunnels begonnen, derzeit aber Arbeiten eingestellt |             |                                       |                                                         |
|      | Kwemo Elia („Untere Elia“)                          |           | Bau des Tunnels begonnen, derzeit eingestellt                                   |             |                                       |                                                         |
|      | Zemo Elia („Obere Elia“)                            |           | Bauarbeiten gestoppt                                                            |             |                                       |                                                         |
|      | Wazisubani                                          |           | Tunnel teils fertiggestellt, Bauarbeiten gestoppt                               |             |                                       |                                                         |
|      | Warketeli                                           |           | geplant                                                                         |             |                                       |                                                         |
|      | Kachtisko Gamsiri („Kachtiskoer Alle“)              |           | geplant                                                                         |             |                                       |                                                         |
|      | Moskowske Prospekt („Moskauer Allee“)               |           | geplant                                                                         |             |                                       |                                                         |